# Nowela kwietniowa
Nowela kwietniowa (Ustawa z dnia 7 kwietnia 1989 roku o zmianie Konstytucji Polskiej Rzeczypospolitej Ludowej) – uchwalona 7 kwietnia 1989 przez Sejm PRL szesnasta i najgłębsza nowelizacja Konstytucji Polskiej Rzeczypospolitej Ludowej, pierwsza z siedmiu nowelizacji konstytucji przeprowadzonych w okresie transformacji ustrojowej.

## Historia
Dwa dni po zakończeniu obrad Okrągłego Stołu, w ramach kompromisu władz państwowych z opozycją demokratyczną, Sejm PRL IX kadencji uchwalił w dniu 7 kwietnia 1989 r. ustawę o zmianie ustawy konstytucyjnej z 1952 r. Projekt przyjęty przez Sejm nie odbiegał od projektu wniesionego przez Radę Państwa, a będącego efektem ustaleń Okrągłego Stołu – co było przedłużeniem dotychczasowego modelu, w którym rola parlamentu była ograniczona i fasadowa. Nowela kwietniowa była pierwszą z siedmiu nowelizacji konstytucji przeprowadzonych w okresie transformacji ustrojowej w ramach procesu odchodzenia od dotychczasowych zasad ustrojowych.
Nowelizacji konstytucji towarzyszyły zmiany w niektórych ustawach, które miały wprowadzić pluralizm w życiu publicznym: m.in. dopuszczenie niezależnych związków zawodowych w ustawie o stowarzyszeniach oraz ordynacje wyborcze do Sejmu oraz do przywróconego Senatu przewidujące udział opozycji. Nie bez znaczenia było także ustalenie zgody na liberalną interpretację innych uregulowań prawnych.
Po wyborach nowy Sejm już w grudniu 1989 r. uchwalił kolejną obszerną nowelizację konstytucji zwaną nowelą grudniową. Konstytucja Polskiej Rzeczypospolitej Ludowej w wersji z 7 kwietnia 1989 wraz z późniejszymi zmianami obowiązywała od 8 kwietnia 1989 do 8 grudnia 1992, do czasu wejścia w życie tzw. Małej Konstytucji, która konstytucję z 1952 r. uchyliła, zachowując w mocy niektóre jej przepisy.

## Postanowienia
Nowela kwietniowa różniła się zasadniczo od sześciu następnych nowelizacji, bowiem chociaż dotyczyła struktury i kompetencji naczelnych organów państwa oraz prawa wyborczego (wprowadzała m.in. urząd prezydenta, Senat oraz częściowo wolne wybory parlamentarne), nie przewidywała zasadniczych zmian w podstawach ustrojowych państwa, a tym samym jej uchwalenie nie przesądzało odejścia od autorytarnej struktury władzy. Nowela przewidywała liczne zabezpieczenia przed ostatecznym odejściem od dotychczasowego ustroju, niemniej wprowadziła do konstytucji niejednolitość ideologiczną, stając się początkowym etapem transformacji ustrojowej.
Nowelizacja zmieniła w 6 z 11 rozdziałów konstytucji brzmienie jej 26 artykułów, 2 uchylała i dodawała 9 nowych. Na jej mocy w konstytucji pojawił się także nowy rozdział określający status urzędu prezydenta, który miał czuwać nad przestrzeganiem konstytucji, suwerenności, bezpieczeństwa, nienaruszalności i niepodzielności państwa, a także przestrzegać międzypaństwowych sojuszy politycznych i wojskowych, co odnosiło się do Układu Warszawskiego i RWPG i miało gwarantować utrzymanie ustroju. Prezydent był wybierany na nie więcej niż dwie 6-letnie kadencje przez Zgromadzenie Narodowe, podobnie jak w konstytucji marcowej. W przypadku niemożności sprawowania urzędu albo jego opróżnienia, prezydenta zastępować miał marszałek Sejmu. Pierwszym i jedynym Prezydentem PRL został gen. Wojciech Jaruzelski. Instytucja prezydenta była krytykowana przez część aparatu partyjnego jako niezgodna z założeniami socjalistycznego ustroju, jednak nowela kwietniowa nie spowodowała ewolucji ustroju w kierunku systemu prezydenckiego czy semiprezydenckiego.
Oprócz urzędu Prezydenta powstałego w miejsce dotychczasowej kolegialnej Rady Państwa, nowela utworzyła także (bądź przywracała) Senat z prawem do wnoszenia poprawek do ustaw oraz z prawem inicjatywy ustawodawczej oraz Krajową Radę Sądownictwa jako organ właściwy dla wnioskowania nominacji sędziowskich. Z noweli wynikało wyraźne osłabienie Sejmu na rzecz Senatu i w szczególności Prezydenta, przy czym przyznanie określonych kompetencji Prezydentowi bez możliwości poniesienia przez niego politycznej odpowiedzialności przed Sejmem powodowało praktyczne zerwanie z formalnie nadal obowiązującą zasadą jednolitości władzy skupionej w Sejmie jako najwyższym organie władzy państwowej, a tym samym modyfikowało ustrój w kierunku bliższemu trójpodziałowi władzy. Rolę Senatu ograniczono do inicjatywy ustawodawczej i wnoszenia poprawek do ustaw sejmowych. Połączone obrady Sejmu i Senatu jako Zgromadzenie Narodowe były zwoływane tylko do wyboru Prezydenta, przyjęcia jego ślubowania, postawienia go przed Trybunałem Stanu lub w celu uznania jego niezdolności do sprawowania urzędu.
Nowelizacja dotyczyła statusu m.in. Trybunału Konstytucyjnego, Trybunału Stanu, Rady Ministrów, premiera, ministrów, rad narodowych, Najwyższej Izby Kontroli, prokuratora generalnego i sił zbrojnych, a także konstytucjonalizowała urzędy Rzecznika Praw Obywatelskich i prezesa Narodowego Banku Polskiego. Istotne zmiany dotyczyły powoływania i odwoływania Rady Ministrów oraz jej członków, wprowadzania stanów nadzwyczajnych i ratyfikacji umów międzynarodowych, a szczególną uwagę poświęcono zwiększeniu niezależności sądów i niezawisłości sędziów (m.in. powołano Krajową Radę Sądownictwa).

### Ordynacja wyborcza
- Wybory miały być powszechne, równe i bezpośrednie, a głosowanie tajne[12][13].
- Wybory do Sejmu i Senatu miały być przeprowadzone w dwóch turach[2].
- Uzyskanie mandatu poselskiego w pierwszej turze było możliwe po uzyskaniu bezwzględnej większości głosów w okręgu wyborczym[14].
- Prawo zgłaszania kandydatów na posłów i senatorów przez co najmniej 3000 wyborców z danego okręgu wyborczego[2].
- 65% mandatów w izbie niższej przyznano stronie koalicyjno-rządowej (299 z 460)[4].
- Pod wybory powszechne poddano pozostałe 35% mandatów[2] (161 z 460, z czego wszystkie 161 przypadło opozycji solidarnościowej[14])
- W każdym okręgu wyborczym zagwarantowano co najmniej 1 mandat poddano wolnym wyborom[15].
- Senat w liczbie 100 senatorów miał zostać wyłoniony w całkowicie wolnych i demokratycznych wyborach[2] (99 miejsc uzyskała opozycja, a 1 kandydat niezależny)[14].
- Kadencja Senatu upływała wraz z kadencją Sejmu[2].
- Rozwiązanie Sejmu pociągało za sobą koniec kadencji Senatu[2].

### Sejm
Sejm był najwyższym organem władzy państwowej z następującymi kompetencjami:
- uchwalanie ustaw[2]
- przyjmowanie uchwał określających podstawowe kierunki działalności państwa[2]
- kontrola nad działalnością innych organów administracji państwowej[2]
- prawo prezydium Sejmu do zwoływania posiedzeń (poza pierwszym posiedzeniem zwoływanym przez prezydenta)[2]
- powoływanie rządu[4]
- uchwalanie ustaw budżetowych[2]
- prawo samorozwiązania mocą własnej uchwały większością dwóch trzecich głosów w obecności co najmniej połowy posłów (z wyjątkiem stanu wyjątkowego), zamiast jak do tej pory ustawą konstytucyjną[2]
- prawo do odrzucenia poprawek Senatu do ustaw, ustaw budżetowych i planów finansowych większością dwóch trzecich głosów w obecności co najmniej połowy posłów[2]
- prawo do ponownego rozpatrzenia ustawy niepodpisanej przez prezydenta większością dwóch trzecich głosów w obecności co najmniej połowy posłów[2]
- wyłączne prawo dokonywania zmian w Konstytucji[2]
- ogłoszenie stanu wojny i mianowanie Naczelnego Dowódcy Sił Zbrojnych PRL[2]
- udział w wyborze prezydenta[2]

### Senat
- uprawnienia ustawodawcze[2]
- możliwość zgłaszania poprawek do ustaw przyjmowanych przez Sejm[2]
- uchwalanie ustaw budżetowych i planów finansowych[2]
- brak prawa do samorozwiązania[2]
- udział w wyborze prezydenta[2]
- zatwierdzanie Prezesa Najwyższej Izby Kontroli i Rzecznika Praw Obywatelskich[2]

### Prezydent
- zarządzanie wyborów do Sejmu, Senatu, rad narodowych[2]
- inicjatywa ustawodawcza[2]
- najwyższy przedstawiciel w stosunkach wewnętrznych i zewnętrznych[2]
- prawo do zwołania pierwszego posiedzenia Sejmu (w ciągu miesiąca od dnia zakończenia wyborów)[2]
- desygnacja kandydata na premiera i prezesa NBP[2]
- mianowanie i odwoływanie przedstawicieli zagranicznych[2]
- powoływanie sędziów na wniosek KRS[2]
- powoływanie prokuratora generalnego[2]
- prawo niepodpisywania ustawy uchwalonej przez obie izby z uwagi na jej możliwą nielegalność lub niecelowość[2]
- prawo wnioskowania do Trybunał Konstytucyjnego o zbadanie ustaw[2]
- nadzór nad radami narodowymi[2]
- prawo łaski[2]
- zwierzchnictwo nad siłami zbrojnymi[2]
- nadawanie orderów i odznaczeń[2]
- prawo wprowadzenia stanu wyjątkowego[2]
- w przypadku braku obrad Sejmu ogłoszenie stanu wojny i mianowanie Naczelnego Dowódcy Sił Zbrojnych PRL[2]
- prawo do rozwiązania Sejmu w sytuacji, gdy Sejm nie powołał rządu, nie przyjął budżetu i gdy uchwalił ustawę, która nie pozwalała mu wykonywać jego konstytucyjnych uprawnień[3]
- prezydent nie ponosił odpowiedzialności politycznej przed Sejmem i Senatem[2]
- prezydent był nieusuwalny w trakcie kadencji[2]
- prezydent mógł być pociągnięty przed Trybunał Stanu do odpowiedzialności konstytucyjnej[2]